# Nick Terry
Nick Terry (* 15. September 1967) ist ein ehemaliger englischer Snookerspieler, der zwischen 1988 und 2001 für insgesamt zwölf Saisons auf der Profitour spielte. In dieser Zeit erreichte er das Achtelfinale der Welsh Open 1994 und des dritten Strachan-Challenge-Events 1993 sowie Rang 38 der Snookerweltrangliste. Für die Profitour qualifiziert hatte sich der Engländer dank zweier Eventsiege im Rahmen der WPBSA Pro Ticket Series.

## Karriere
1985 begann Terry mit einer Teilnahme an einem Event der WPBSA Pro Ticket Series 1987/88 seine Karriere. 1986 zog Terry ins Achtelfinale der britischen U21-Meisterschaft und ins Viertelfinale des U16-Pendants ein. 1987 nahm er an insgesamt drei Events der WPBSA Pro Ticket Series 1988/89 teil und konnte das zweite und vierte Event für sich entscheiden. Er festigte seine dadurch errungene Qualifikation für die Profitour mit einem 10:5-Sieg über Maurice Parkin in den Professional Play-offs. Sein Start in die Profikarriere war von regelmäßigen Hauptrundenteilnahmen geprägt, sein bestes Ergebnis während der ersten drei Profisasiosn war eine Teilnahme an der Runde der letzten 32 des Classic 1989. Trotz dieser durchaus guten Ergebnisse belegte Terry, der nach einer Saison auf Platz 72 der Weltrangliste geführt worden war, Mitte 1991 nur Rang 97. Die Wende kam mit der Saison 1991/92, als Terry die Runde der letzten 32 der UK Championship und der European Open erreichte. Infolgedessen verbesserte sich Terry auf Rang 71. Während der nächsten beiden Saisons waren regelmäßige Teilnahmen an der Runde der letzten 64 und an der Runde der letzten 32 an der Tagesordnung; Terrys größte Erfolge waren zwei Achtelfinalteilnahmen, unter anderen bei den Welsh Open 1994. Mitte 1994 belegte Terry Rang 38 der Weltrangliste und war somit auf dem Zenit seiner Karriere angekommen.
Während der nächsten drei Saisons konnte Terry nicht ganz an seine vorherigen Erfolge anschließen. Zwar erreichte er größtenteils immer noch die Hauptrunde, schied aber so gut wie immer in der Runde der letzten 64 aus; lediglich im Rahmen der Snookerweltmeisterschaft 1996 erreichte er eine Runde der letzten 32. Dadurch rutschte er sukzessive auf der Weltrangliste ab und belegte Mitte 1997 nur noch Rang 68, wodurch Terry wegen einer neuen Regelung der Tourzusammensetzung deklassiert wurde und seine Spielberechtigung für die (erste) Profitour verlor. Nachdem Terry es nicht geschafft hatte, sich über die WPBSA Qualifying School direkt wiederzuqualifizieren, spielte er ein Jahr auf der (zweitklassigen) UK Tour, wo er mit durchschnittlich guten Ergebnissen abschnitt. Dadurch durfte er zur Saison 1998/99 wieder zurück in die (erstklassige) Profitour. Dort gelang es ihm allerdings kaum mehr, Fuß zu fassen, womit die nächsten drei Spielzeiten von Niederlagen in Qualifikation geprägt waren. Nachdem er Ende 2001 nur noch Rang 155 belegte, verlor er die Spielberechtigung für die Profitour endgültig.

## Erfolge
| Ausgang         | Jahr | Turnier                                 | Finalgegner         | Ergebnis |
| --------------- | ---- | --------------------------------------- | ------------------- | -------- |
| Amateurturniere |      |                                         |                     |          |
| Sieger          | 1987 | WPBSA Pro Ticket Series 88/89 – Event 2 | Darren Morgan       | 5:3      |
| Sieger          | 1987 | WPBSA Pro Ticket Series 88/89 – Event 4 | Mark Johnston-Allen | 5:4      |
| Sieger          | 1988 | Professional Play-offs                  | Maurice Parkin      | 10:5     |
| Profiturniere   |      |                                         |                     |          |
| Zweiter         | 1997 | WPBSA Qualifying School – Event 4       | Wayne Brown         | 1:5      |